# Theo van Goghpark
Het Theo van Goghpark is een stadspark in de Amsterdamse wijk IJburg. Het park ligt op het Haveneiland-Oost, ten zuiden van de Pampuslaan, bij de standplaats van tramlijn 26 (IJtram).
Het park is gedeeltelijk verdiept aangelegd maar aan de kant van de Pampuslaan is het juist verhoogd aangelegd en met een brede trap naar boven toegankelijk. Het park bestaat voornamelijk uit grasvelden waarop zich onder meer een speeltuin en een voetbal en basketbalveld bevinden. De bomen in het park bestaan uit verschillende soorten met kleine bladeren zoals bijvoorbeeld de acacia en de valse christusdoorn. Dertien volwassen platanen die in het park zijn geplant, zijn afkomstig van het Europaplein bij de RAI, waar ze moesten wijken voor werkzaamheden voor de Noord-Zuidlijn. In het park staat het beeld Familie van Paul de Reus.
Het park is vernoemd naar de regisseur Theo van Gogh (1957-2004). De straten rondom het park zijn vernoemd naar personen uit de filmwereld. Zo ligt het park ingeklemd tussen straten vernoemd naar Emmy Andriesse, Eva Besnyö en Fritz Kahlenberg.
Het park is in 2007 en 2008 ingericht. Het heeft geen huisnummers (2020).

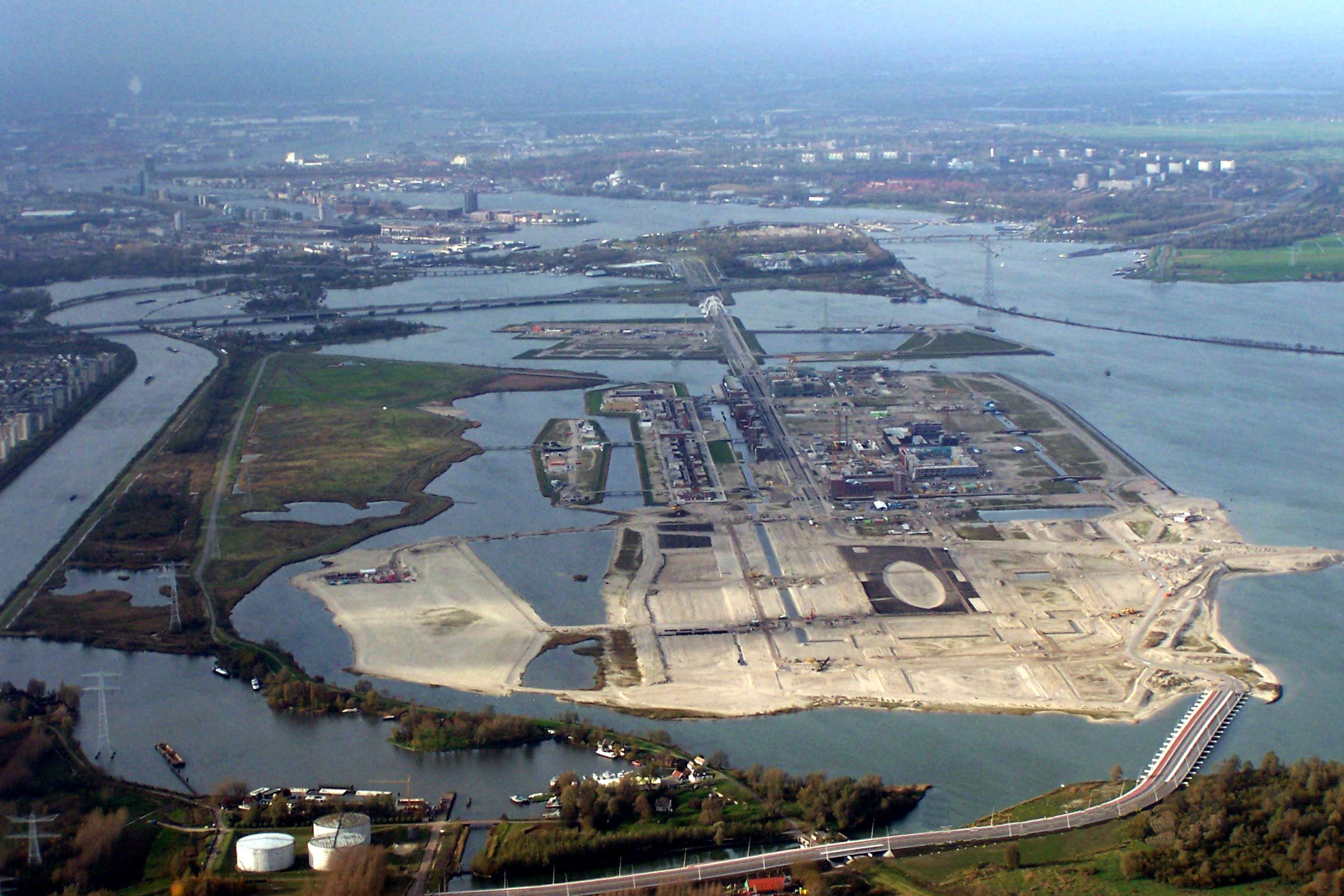
Het park in aanleg, op een luchtfoto uit 2005, midden op het nog onbebouwde Haveneiland-Oost.

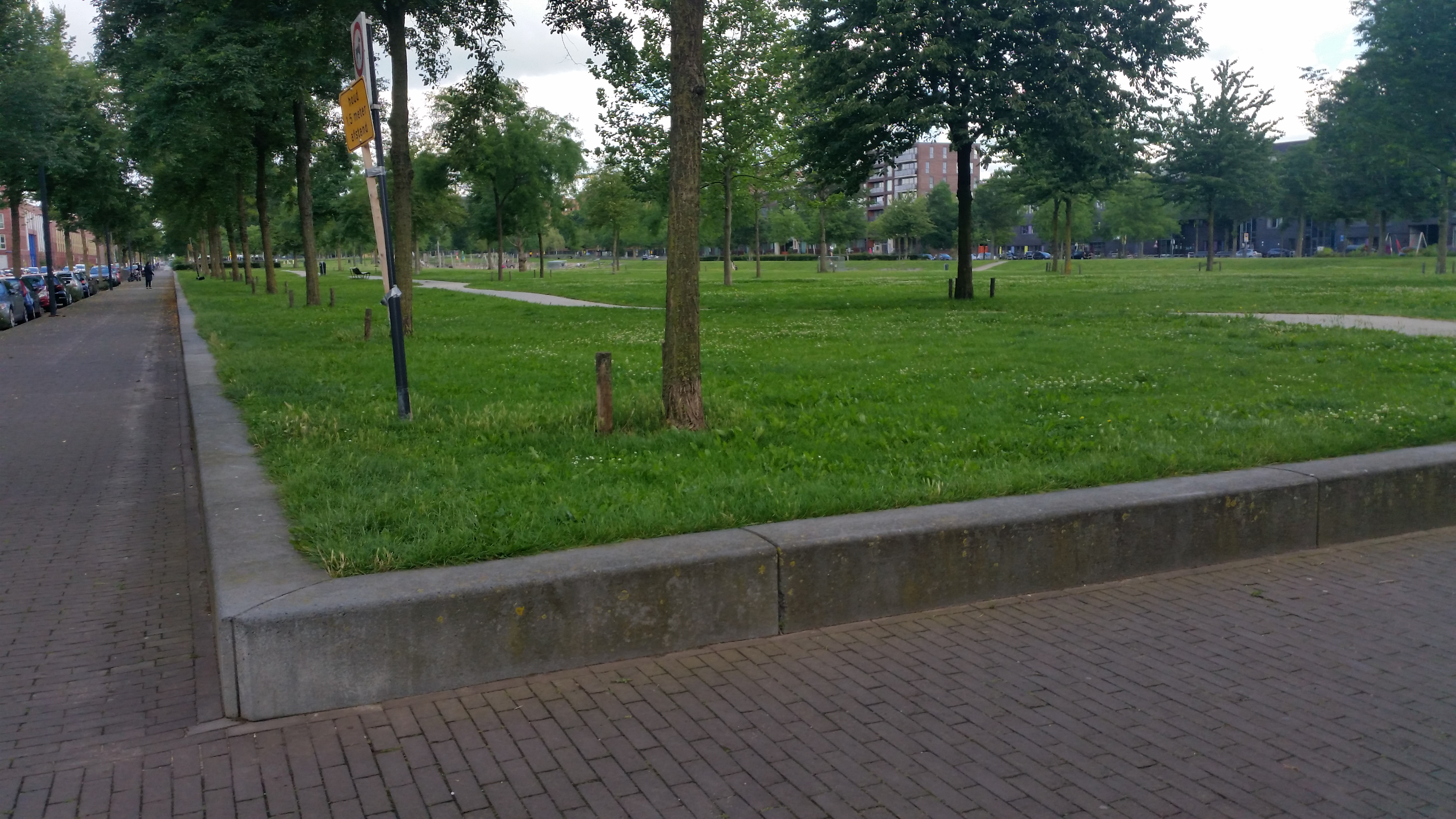
Theo van Goghpark (juli 2020)